# Kangrassou Aluibo
Kangrassou Aluibo est une localité au centre de la Côte d'Ivoire dans la région du N'zi, à quelques encablures de la capitale politique, Yamoussoukro. Cette localité est rattachée au département de Dimbokro,,. 